# 凤蝶兰
凤蝶兰（学名：Papilionanthe teres）为兰科凤蝶兰属下的一个种。